# Едгарс Бранціс
Едґарс Бранціс (латис. Edgars Brancis; народився 2 вересня 1985, Рига, Латвія) — латвійський хокеїст, нападник. Виступає в лієпайському Металургсі. Виступав у складі молодіжної збірної Латвії (U-20).